# Reservation Dogs
Reservation Dogs es una serie de televisión web estadounidense de comedia, creada por Taika Waititi y Sterlin Harjo para FX on Hulu. La serie se estrenó el 9 de agosto de 2021 (Día Internacional de los Pueblos Indígenas). En septiembre de 2021, la serie fue renovada para una segunda temporada y una tercera y última temporada en 2022, que se estrenó el 2 de agosto de 2023. La serie concluyó el 27 de septiembre de 2023.

## Premisa
La serie sigue la vida de cuatro indígenas (los Rez Dogs) en la zona rural de Oklahoma, en un pequeño pueblo de la nación Muscogee, donde pasan sus días cometiendo delitos y combatiéndolos. Su amigo Daniel, que soñaba con mudarse a California, murió un año antes de los acontecimientos del espectáculo. Mientras los Rez Dogs lidian con su muerte, contemplan si hacer ellos mismos el viaje a California. Cada uno de ellos necesita abordar los problemas no resueltos en sus vidas y en su comunidad y hacer planes para irse.
En la temporada 2, los Rez Dogs todavía están afligidos por la muerte de Daniel y han perdido parte de su conexión entre sí. El "sueño de California" no resulta como esperaban, lo que genera más sentimientos de decepción y abandono. Se las arreglan usando el humor, pero también enfrentan desafíos cada vez más difíciles. Las responsabilidades financieras y familiares surgen a medida que continúan tratando de entender sus vidas.
La tercera temporada explora la historia de los jubilados de la comunidad y cómo los eventos y decisiones de sus hijos los llevaron a sus vidas actuales. Se establecen paralelos entre los Rez Dogs y los pequeños yo de las tías, los tíos y los abuelos.

## Elenco

### Principal
- Devery Jacobs como Elora Danan Postoak
- D'Pharaoh Woon-A-Tai como Bear Smallhill
- Lane Factor como Cheese[6]
- Paulina Alexis como Willie Jack

### Recurrente
- Sarah Podemski como Rita
- Zahn McClarnon como el Oficial Big
- Dallas Goldtooth como William «Spirit» Knifeman
- Gary Farmer como el Tío Brownie
- Lil Mike como Mose
- Funny Bone como Mekko[6]
- Kirk Fox como Kenny Boy
- Matty Cardarople como Ansel
- Elva Guerra como Jackie
- Jack Maricle como White Steve
- Jude Barnett como Bone Thug Dog
- Xavier Bigpond como Weeze
- Keland Lee Bearpaw como Danny Bighead
- Jana Schmieding como Bev
- Macon Blair como Rob
- Laura Spencer como la Sra. Rothrock
- Bobby Lee como el Dr. Kang
- Casey Camp-Horinek como Irene
- Jon Proudstar como Leon
- Richard Ray Whitman como el Viejo Fixico

### Invitado
- Garrett Hedlund como David
- Macon Blair como Rob
- Darryl W. Handy como Cleo
- Kaniehtiio Horn como Deer Lady
- Sten Joddi como Punkin
- Rhomeyn Johnson como Miles
- Geraldine Keams como Mabel
- Migizi Pensoneau como Ray Ray
- Jennifer Podemski como Dana
- Ethan Hawke como Rick
- Wes Studi como Bucky
- Bobby Wilson como Jumbo
- Bill Burr como Garrett Bobson

## Episodios
| Temporada | Temporada | Episodios | Episodios | Lanzamiento original | Lanzamiento original     |
| Temporada | Temporada | Episodios | Episodios | Primera emisión      | Última emisión           |
| --------- | --------- | --------- | --------- | -------------------- | ------------------------ |
|           | 1         | 8         | 8         | 9 de agosto de 2021  | 20 de septiembre de 2021 |
|           | 2         | 10        | 10        | 3 de agosto de 2022  | 28 de septiembre de 2022 |
|           | 3         | 10        | 10        | 2 de agosto de 2023  | 27 de septiembre de 2023 |

### Temporada 1 (2021)
| N.º en serie | N.º en temp. | Título                   | Dirigido por       | Escrito por                   | Fecha de lanzamiento original |
| --- | ------------ | ------------------------ | ------------------ | ----------------------------- | ----------------------------- |
| 1 | 1            | «F*ckin' Rez Dogs»       | Sterlin Harjo      | Sterlin Harjo y Taika Waititi | 9 de agosto de 2021           |
| Elora Danan, Bear, Willie Jack y Cheese (los Rez Dogs) roban un camión de reparto y lo venden. Intentan reunir dinero para abandonar su pequeña comunidad de la reserva y escapar a la exótica y mítica tierra de California. Están de luto por su amigo Daniel, que murió un año antes, y celebran un pequeño funeral por él. Cuando un coche lleno de adolescentes (la Mafia NDN) pasa por allí y dispara balas de pintura a los Rez Dogs, Bear se desmaya y se encuentra con un espíritu indígena, que intenta darle consejos sobre la vida.                                        |              |                          |                    |                               |                               |
| 2 | 2            | «NDN Clinic»             | Sydney Freeland    | Sterlin Harjo                 | 9 de agosto de 2021           |
| Bear es asaltado y golpeado por la mafia de los NDN, lo que hace necesaria una visita a la clínica local. Elora y Willie Jack se instalan fuera para vender pasteles de carne junto a un tipo que vende medicinas tradicionales. A lo largo del episodio, los cuatro se encuentran con varios miembros de su comunidad. Cheese es amable con una anciana que cree que es su nieto. El espíritu del episodio 1 tiene problemas. El médico local coquetea con la madre de Oso, que trabaja en la clínica.                                                                                |              |                          |                    |                               |                               |
| 3 | 3            | «Uncle Brownie»          | Blackhorse Lowe    | Sterlin Harjo                 | 16 de agosto de 2021          |
| Todavía preocupados por los ataques de la mafia de los NDN, los Rez Dogs van a buscar al tío de Elora, Brownie, para ver si les enseña a luchar. Se cuentan historias de Brownie, el poderoso guerrero, y de cómo noqueó a numerosas personas en una pelea de bar. Pasan el día tratando de ayudar a Brownie a vender su antigua marihuana, en el proceso de aprender «al estilo indígena» sobre sus formas de lucha. |              |                          |                    |                               |                               |
| 4 | 4            | «What About Your Dad»    | Sydney Freeland    | Bobby Wilson y Tommy Pico     | 23 de agosto de 2021          |
| El padre de Bear, un rapero, es contratado para actuar en la clínica local para la Fiesta de Concienciación de la Diabetes Frybread. Bear se gasta los fondos de California en comprarle un regalo: un medallón de cuentas de un micrófono que, en cambio, se parece a un pene. |              |                          |                    |                               |                               |
| 5 | 5            | «Come and Get Your Love» | Blackhorse Lowe    | Sterlin Harjo                 | 30 de agosto de 2021          |
| Cheese pasa un día de paseo con Big. Por el camino, conocen a Bucky, que hace esculturas con cobre robado; Big recibe las burlas de un par de policías blancos; la mafia de los NDN es detenida por un auto robado; finalmente, Big le cuenta a Cheese por qué se hizo policía, una historia que implica a la Mujer ciervo, que ha estado presente en su vida desde que era un niño. |              |                          |                    |                               |                               |
| 6 | 6            | «Hunting»                | Sterlin Harjo      | Sterlin Harjo                 | 6 de septiembre de 2021       |
| Willie Jack y su padre, Leon, pasan un día en el bosque juntos, cazando ciervos y lidiando con su dolor por la muerte de Daniel un año antes. |              |                          |                    |                               |                               |
| 7 | 7            | «California Dreamin'»    | Tazbah Rose Chavez | Tazbah Rose Chavez            | 13 de septiembre de 2021      |
| Elora se presenta a su examen de conducir, tras múltiples fracasos anteriores. En lugar de completar el examen, su instructor la lleva a dar un paseo salvaje. Le habla de su madre y le revela más detalles de su muerte. En un flashback, descubrimos cómo murió Daniel. |              |                          |                    |                               |                               |
| 8 | 8            | «Satvrday»               | Sterlin Harjo      | Migizi Pensoneau              | 20 de septiembre de 2021      |
| Mientras los Rez Dogs se preparan para partir hacia California, se acerca un tornado. La mayor parte de la comunidad se refugia en el sótano de la iglesia, pero el tío Brownie recorre las calles, buscando las herramientas adecuadas para desviar el tornado. El espíritu guía de Bear, William Knifeman, aparece de nuevo, para preguntar a Bear si ha completado todas las tareas que necesita antes de abandonar el pueblo. Juntos en la iglesia, los miembros de la comunidad, incluidos los Rez Dogs y la Mafia NDN, hablan entre sí y toman decisiones clave sobre su futuro. |              |                          |                    |                               |                               |

### Temporada 2 (2022)
| N.º en serie | N.º en temp. | Título                            | Dirigido por    | Escrito por                                    | Fecha de lanzamiento original |
| ------------ | ------------ | --------------------------------- | --------------- | ---------------------------------------------- | ----------------------------- |
| 9            | 1            | «The Curse»                       | Sterlin Harjo   | Sterlin Harjo, Dallas Goldtooth y Ryan RedCorn | 3 de agosto de 2022           |
| 10           | 2            | «Run»                             | Sterlin Harjo   | Sterlin Harjo, Dallas Goldtooth y Ryan RedCorn | 3 de agosto de 2022           |
| 11           | 3            | «Roofing»                         | Erica Tremblay  | Sterlin Harjo y Chad Charlie                   | 10 de agosto de 2022          |
| 12           | 4            | «Mabel»                           | Danis Goulet    | Sterlin Harjo y Kawennáhere Devery Jacobs      | 17 de agosto de 2022          |
| 13           | 5            | «Wide Net»                        | Tazbah Chavez   | Tazbah Chavez                                  | 24 de agosto de 2022          |
| 14           | 6            | «Decolonativization»              | Tazbah Chavez   | Erica Tremblay                                 | 31 de agosto de 2022          |
| 15           | 7            | «Stay Gold Cheesy Boy»            | Blackhorse Lowe | Bobby Wilson                                   | 7 de septiembre de 2022       |
| 16           | 8            | «This is Where the Plot Thickens» | Blackhorse Lowe | Blackhorse Lowe y Sterlin Harjo                | 14 de septiembre de 2022      |
| 17           | 9            | «Offerings»                       | Sterlin Harjo   | Migizi Pensoneau                               | 21 de septiembre de 2022      |
| 18           | 10           | «I Still Believe»                 | Sterlin Harjo   | Tommy Pico                                     | 28 de septiembre de 2022      |

### Temporada 3 (2023)
| N.º en serie | N.º en temp. | Título                 | Dirigido por              | Escrito por                      | Fecha de lanzamiento original |
| ------------ | ------------ | ---------------------- | ------------------------- | -------------------------------- | ----------------------------- |
| 19           | 1            | «BUSSIN'»              | Danis Goulet              | Sterlin Harjo y Dallas Goldtooth | 2 de agosto de 2023           |
| 20           | 2            | «Maximus»              | Tazbah Chavez             | Tazbah Chavez                    | 2 de agosto de 2023           |
| 21           | 3            | «Deer Lady»            | Danis Goulet              | Sterlin Harjo                    | 9 de agosto de 2023           |
| 22           | 4            | «Friday»               | Tazbah Chavez             | Erica Tremblay                   | 16 de agosto de 2023          |
| 23           | 5            | «House Made of Bongs»  | Blackhorse Lowe           | Tommy Pico y Sterlin Harjo       | 23 de agosto de 2023          |
| 24           | 6            | «Frankfurter Sandwich» | Blackhorse Lowe           | Bobby Wilson y Sterlin Harjo     | 30 de agosto de 2023          |
| 25           | 7            | «Wahoo!»               | Kawennáhere Devery Jacobs | Migizi Pensoneau                 | 6 de septiembre de 2023       |
| 26           | 8            | «Send It»              | Erica Tremblay            | Sterlin Harjo y Ryan RedCorn     | 13 de septiembre de 2023      |
| 27           | 9            | «Elora's Dad»          | Sterlin Harjo             | Kawennáhere Devery Jacobs        | 20 de septiembre de 2023      |
| 28           | 10           | «Dig»                  | Sterlin Harjo             | Chad Charlie y Sterlin Harjo     | 27 de septiembre de 2023      |

## Producción

### Desarrollo
En noviembre de 2019, se anunció la serie, y ese mismo mes Taika Waititi en su cuenta de Twitter confirmó el desarrollo de la serie. También se anunció que Waititi coescribiría la serie con el cineasta nativo americano Sterlin Harjo, que también sería productor ejecutivo y director con Waititi. En diciembre de 2020, FX ordenó oficialmente la producción de la serie. Al hablar de su asociación creativa y de sus respectivos papeles en la producción, Waititi mencionó: «Realmente creo que la gente tiene que contar sus propias historias y, sobre todo, de la zona de la que proceden». Esto llevó a Harjo, que es de Oklahoma, a liderar el proyecto y a Waititi a desempeñar un papel más secundario. Además, muchos de los argumentos de la serie están inspirados en acontecimientos de la infancia de Harjo. El 2 de septiembre de 2021, FX renovó la serie para una segunda temporada.
Parte del proceso de desarrollo incluyó la contratación de actores desconocidos de las comunidades indígenas, y los jóvenes protagonistas, en particular, establecieron una relación de trabajo, a menudo en torno a su amor compartido por la comedia indígena. Jacobs y Alexis añadieron que se unieron por su aprecio mutuo al grupo de comedia de sketches 1491s. Cuatro de los cinco miembros de los 1491 trabajaron en la primera temporada de la serie, y con la incorporación de Ryan RedCorn a la sala de guionistas para la segunda temporada, todos los 1491 trabajan ahora en Reservation Dogs como guionistas, actores o directores. El 22 de septiembre de 2022, FX renovó la serie por una tercera temporada. Harjo anunció el 29 de junio de 2023 que la serie terminaría con la tercera temporada.

### Casting
Junto con el anuncio de la serie, se anunció que D'Pharaoh Woon-A-Tai, Deverey Jacobs, Paulina Alexis y Lane Factor se habían unido al elenco principal de la serie, y también se anunció un grupo de estrellas invitadas que aparecerían en el episodio piloto y a lo largo de la serie.

### Rodaje
Los lugares donde se realizó el rodaje de la primera temporada, que concluyó en julio de 2021, fueron Okmulgee, Tulsa, Sand Springs, Beggs, Inola y Terlton, todas localidades en Oklahoma.

## Lanzamiento
Reservation Dogs se estrenó el 9 de agosto de 2021 en el servicio de streaming Hulu, como parte de FX on Hulu. Internacionalmente, la serie estuvo disponible en Disney+ y Star como un Star Original, mientras que en Latinoamérica se estrenó el 24 de noviembre de 2021 a través de Star+.

## Recepción
En el sitio web agregador de reseñas Rotten Tomatoes, la primera temporada tiene un índice de aprobación del 98%, basándose en 52 reseñas con una calificación media de 8,2/10. El consenso de la crítica dice: «Tardes sin sentido dan lugar a delicias absurdas en Reservation Dogs, una comedia de bajo perfil que capta hábilmente el malestar de la juventud y la vida en una reserva india gracias en gran parte a su impresionante equipo central». Para la temporada 2, el índice de aprobación es de 100%, basándose en 29 reseñas con una calificación media de 9/10. En Metacritic, tiene una puntuación media ponderada de 83 sobre 100 basada en 19 reseñas, lo que indica «aclamación universal».
SanKhayan Ghosh, de Film Companion, escribió: «Reservation Dogs, en Disney+ Hotstar, es áspera, rebelde, cálida y sincera».

## Premios y nominaciones

#### Temporada 1
| Año  | Premio               | Categoría                                     | Resultado | Ref.          |
| ---- | -------------------- | --------------------------------------------- | --------- | ------------- |
| 2022 | Premios Globo de Oro | Mejor Serie de Televisión – Comedia o Musical | Nominada  | [ 19 ] [ 20 ] |